# Kultur des Vereinigten Königreichs
Dieser Übersichtsartikel behandelt die Kultur des Vereinigten Königreichs. Durch die große Bedeutung der englischen Sprache übt sie in der übrigen Welt einen weitreichenden Einfluss aus. Das Vereinigte Königreich ist eine politische Union ehemals voneinander unabhängiger Staaten. Die Regionalkulturen in den vier Teilstaaten England, Schottland, Wales und Nordirland weisen zum Teil erhebliche Unterschiede auf, basierend auf angelsächsischen und keltischen Traditionen. Die Vergangenheit des Landes als weltumspannende Kolonialmacht hatte ebenfalls einen Einfluss auf die britische Kultur, insbesondere seit Mitte des 20. Jahrhunderts, als viele Menschen aus den ehemaligen Kolonien des indischen Subkontinents und der Karibik hierher zogen.

## Literatur

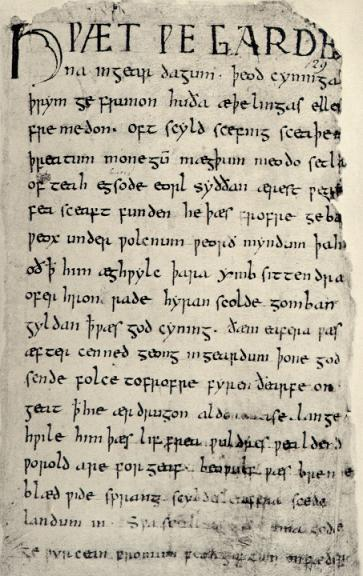
Erste Seite des Beowulf-Manuskripts

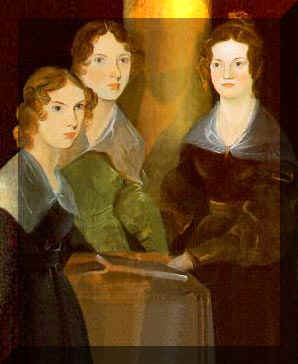
Die Brontë-Schwestern

## Theater

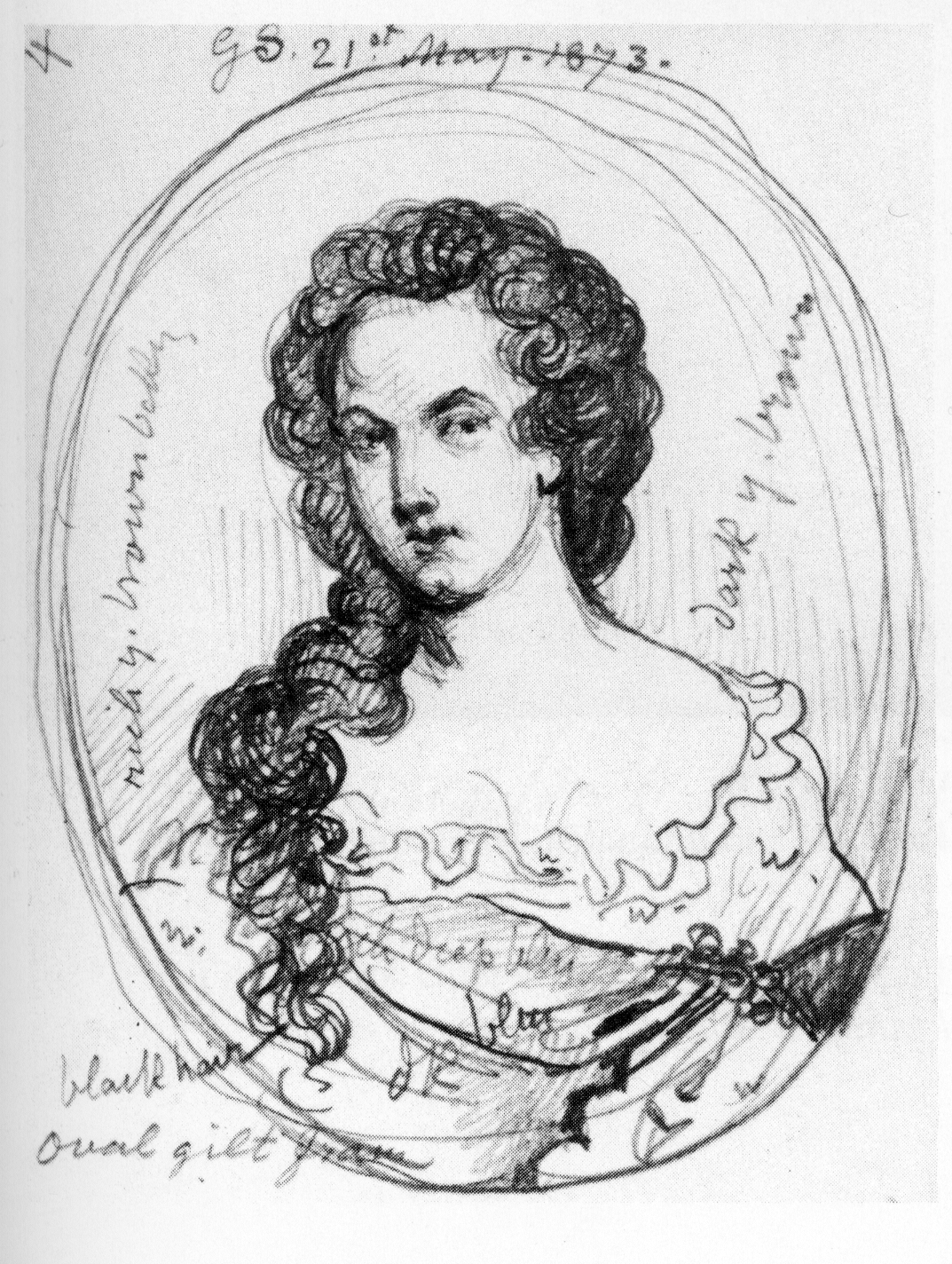
Aphra Behn

Das Vereinigte Königreich besitzt auch eine lange Tradition im Bereich des Theaters. Sie reicht bis in die Zeit der Römer zurück, die im ganzen Land Theater errichteten. Bis zum Mittelalter hatte sich die Pantomime entwickelt, mit der englischen Spezialform des Mummers Play, einer frühen Art des Straßentheaters. Dieses stand in Verbindung mit dem Morris Dance und behandelte Themen wie den Heiligen Georg mit dem Drachen oder Robin Hood. Dabei handelte es sich um Volksmärchen, die auf uralten Erzählungen beruhten. Die Schauspieler reisten von Stadt zu Stadt und gaben ihre Vorstellungen, wobei sie als Gegenleistung Geld und Unterkunft erhielten. Die mittelalterlichen Mysterienspiele und Moralitäten handelten von christlichen Themen und wurden im Rahmen religiöser Feierlichkeiten aufgeführt.
Während der Herrschaft von Königin Elisabeth I. erlebten die englischen Künste und vor allem das Theater eine Blütezeit (siehe Elisabethanisches Theater). Der berühmteste Dramatiker jener Zeit, William Shakespeare, schrieb etwa 40 Theaterstücke, die bis heute auf der ganzen Welt aufgeführt werden. Darunter sind Tragödien wie „Romeo und Julia“ (1595), „Hamlet“ (1603) und „Othello“ (1604), Komödien wie „Ein Sommernachtstraum“ (1595/96) und „Viel Lärm um nichts“ (1599) sowie Historiendramen wie „Heinrich V.“ (1600). Die elisabethanische Ära wird manchmal scherzhaft als „Zeitalter des Shakespeare“ bezeichnet, dies aufgrund des enormen Einflusses, den er damals hatte. Weitere bekannte Dramatiker des 16. und 17. Jahrhunderts sind unter anderem Ben Jonson, Christopher Marlowe und John Webster.
Während des Interregnums (1642–1660) schlossen die Puritaner aus religiösen und ideologischen Gründen alle englischen Theater. Als die Londoner Theater mit der Wiedereinsetzung der Monarchie wieder ihren Betrieb aufnahmen, erlebten sie dank des persönlichen Interesses und der Unterstützung von König Karl II. eine erneute Blüte. Neue Attraktionen wie die ersten professionellen Schauspielerinnen zogen ein breites und sozial durchmischtes Publikum an (zu Shakespeares Zeiten waren alle weiblichen Rollen von Knaben gespielt worden). Neue Genres waren das heroische Drama, das pathetische Drama und die Restaurationskomödie. Aus jener Zeit sind die Komödien am besten in Erinnerung geblieben, wie z. B. „The Country Wife“ von William Wycherley (1676), „The Rover“ von Aphra Behn (1677), „The Relapse“ von John Vanbrugh (1696) und „The Way of the World“ von William Congreve.
Im 18. Jahrhundert verlor die provokative Restaurationskomödie die Gunst des Publikums, das sich nun der sentimentalen Komödie, der Tragödie und der italienischen Oper zuwandte. Die Unterhaltung für breite Bevölkerungsschichten wurde in dieser Ära wichtiger als je zuvor, mit der derbkomischen und possenhaften Burleske und den Vorgängern der Varieté („music hall“). Diese Theaterformen blühten auf Kosten des englischen Dramas, das in eine lange Periode des Zerfalls eintrat. Im frühen 19. Jahrhundert waren Dramen überhaupt nicht mehr auf den Theaterbühnen zu sehen, mit Ausnahme des „closet drama“ (Schauspiele, die für die Aufführung in sehr kleinem Rahmen zuhause gedacht waren). Dies änderte sich wieder im späten 19. Jahrhundert, als auf den Londoner Bühnen die Werke der Iren George Bernard Shaw und Oscar Wilde sowie des Norwegers Henrik Ibsen gezeigt wurden. Sie alle waren vom englischen Drama beeinflusst worden und sorgten für dessen Wiederbelebung.
Heute gibt es im Londoner West End eine Vielzahl von Theatern. Andrew Lloyd Webber dominierte das West End während vielen Jahren; seine Musicals eroberten auch den Broadway und wurden verfilmt. Die renommierte Royal Shakespeare Company ist von Shakespeares Heimatstadt Stratford-upon-Avon aus tätig und führt hauptsächlich, aber nicht ausschließlich, dessen Werke auf. Wichtige Theaterautoren der Neuzeit sind Alan Ayckbourn, John Osborne, Harold Pinter, Tom Stoppard und Arnold Wesker.

## Musik
Die britische Musik ist von großer Vielfalt geprägt und hat zahlreiche Musikrichtungen entscheidend mitgeprägt. Dies ist insbesondere seit den 1960er Jahren der Fall, als britische Musiker dazu beitrugen, den Rock ’n’ Roll in aller Welt bekanntzumachen. Seither hat das Land zahlreiche Musikrichtungen und Musiker hervorgebracht, in so unterschiedlichen Stilen wie Heavy Metal, Britpop oder Drum and Bass. Gleichzeitig erlebte auch die traditionelle Volksmusik, der Folk, eine Renaissance. Darüber hinaus besitzt das Land eine jahrhundertealte Tradition der klassischen Musik.

### Volksmusik
Jeder der vier Teilstaaten (England, Schottland, Wales, Nordirland) besitzt eine eigenständige Volksmusik. Darüber hinaus haben die Isle of Man, Cornwall und die Kanalinseln eigene Stile entwickelt, während die Einwanderer aus den früheren Kolonien ihre Musiktraditionen zu einem großen Teil bewahrt und weiterentwickelt haben.

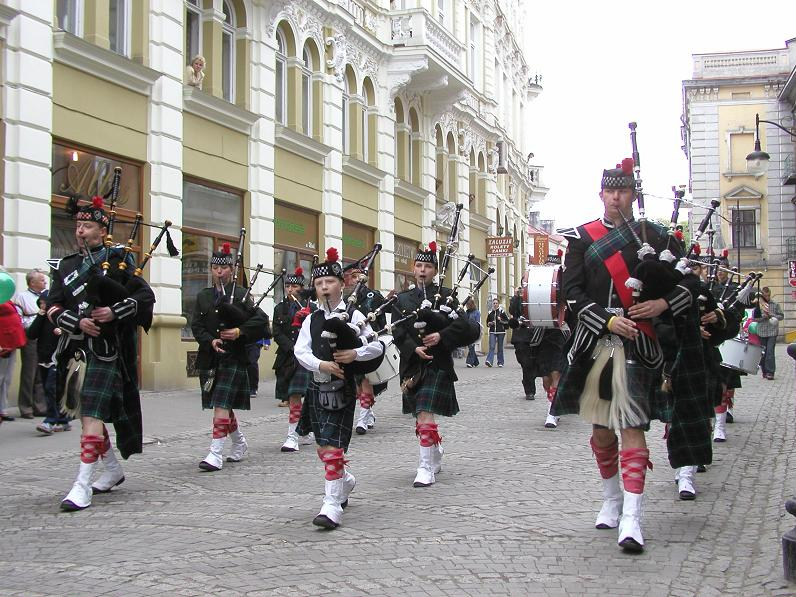
Parade von Dudelsackspielern

Die traditionelle englische Musik basiert auf Instrumenten wie Laute, Hackbrett, Cembalo, Krummhorn, Drehleier und Schalmei und weist beträchtliche regionale Unterschiede auf. Nach der industriellen Revolution war die Volksmusik in ihrer ursprünglichen Form auf die ländlichen Gegenden beschränkt, während in den Industriestädten modernere Formen der Unterhaltungsmusik Anklang fanden. Musiker wie Martin Carthy läuteten in der zweiten Hälfte des 20. Jahrhunderts im Zuge des „roots revival“ so etwas wie eine Wiedergeburt in Form des Folk ein.
Die schottische Volksmusik umfasst zahlreiche unterschiedliche Gesänge wie Balladen und Laments (Klagelieder). Diese werden von einem einzelnen Sänger vorgetragen, der von Dudelsäcken, Fiddles und Harfen begleitet wird. Traditionelle Tänze sind Reel, Strathspey und Jig. Das „roots revival“ wurde hier von Cathy-Ann McPhee und Jeannie Robertson angeführt, die ihrerseits Gruppen wie The Incredible String Band und The Chieftains beeinflussten.
Lange Zeit war die walisische Musik der englischen Kultur untergeordnet und war fast verloren gegangen, weshalb sie im 20. Jahrhundert neu aufgebaut werden musste. Typisch walisische Instrumente sind die Crwth, die Harfe und die Tripelharfe. Die lebendigste Volksmusiktradition weist Nordirland auf, die im Wesentlichen dem Irish Folk entspricht. Typische Instrumente sind Fiddle, Tin Whistle, Bodhrán, Uilleann Pipes und Akkordeon.

### Klassische Musik
Komponierte Musik auf dem Territorium des heutigen Vereinigten Königreichs lässt sich bis ins 13. Jahrhundert zurückverfolgen und übte einen gewissen Einfluss auf die Entwicklung der europäischen klassischen Musik aus. Das älteste bekannte Werk ist Sumer is icumen in aus der zweiten Hälfte des 13. Jahrhunderts. Weitere bekannte Komponisten aus der Frühzeit der Klassik sind Simon Tunsted, John Dunstable, John Taverner und Thomas Tallis. Etwa von 1580 bis 1620 war die Blütezeit der englischen Madrigale; zu den bedeutendsten Vertretern dieser Epoche gehören William Byrd, John Dowland, Orlando Gibbons, Thomas Tomkins und Thomas Campion.

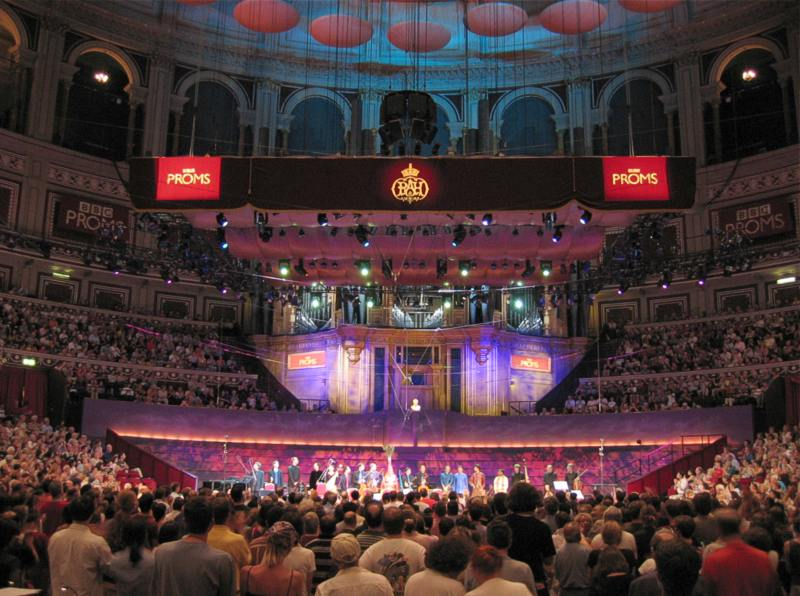
Proms in der Royal Albert Hall

Nachdem die Musik während des englischen Bürgerkriegs und der Herrschaft des Commonwealth ein Schattendasein gefristet hatte, gelangte sie nach der Wiedereinführung der Monarchie 1660 zu neuer Blüte, beeinflusst unter anderem durch Pelham Humfrey, John Blow und Henry Purcell. Der einflussreichste englische Komponist des 18. Jahrhunderts stammte aus Deutschland; die Opern, Orchesterwerke und Choräle von Georg Friedrich Händel prägten den britischen Musikgeschmack der nächsten zweihundert Jahre. Etwa zur selben Zeit wirkten auch John Gay und Thomas Arne. Die bedeutendsten Komponisten des 19. Jahrhunderts waren Arthur Sullivan (siehe Gilbert und Sullivan), Hubert Parry, Charles Villiers Stanford und Edward Elgar.
Die erste Hälfte des 20. Jahrhunderts war geprägt von den Komponisten Frederick Delius, Ralph Vaughan Williams, Gustav Holst, Frank Bridge und John Ireland. Zu den maßgeblichen Komponisten der modernen klassischen Musik des späteren 20. Jahrhunderts gehören William Walton, Benjamin Britten, Michael Tippett, Robert Simpson, Peter Maxwell Davies, Harrison Birtwistle, John Kenneth Tavener, Mark-Anthony Turnage und Gavin Bryars.
Im Vereinigten Königreich gibt es zahlreiche bedeutende Orchester wie das BBC Symphony Orchestra, das Royal Philharmonic Orchestra, das Philharmonia Orchestra, das London Symphony Orchestra und das London Philharmonic Orchestra. Das Londoner Royal Opera House gehörte zu den weltweit führenden Opernhäusern und die Royal Albert Hall (ebenfalls in London) ist Schauplatz der Proms.

### Unterhaltungsmusik und Jazz
Das erste Genre der britischen Unterhaltungsmusik waren ab dem frühen 16. Jahrhundert die Broadside-Balladen. Dies waren bekannte Volkslieder, deren Texte auf Blättern unterschiedlicher Länge (broadsides) veröffentlicht wurden, zuerst handschriftlich, danach in gedruckter Form. Auf den Blättern stand jeweils der Hinweis, dass man die Texte zu einer bekannten Melodie singen sollte. Ab dem 18. Jahrhundert wurden die Broadsides den populären chapbooks (Volksbüchern) hinzugefügt. Mit der zunehmenden Verbreitung von Zeitungen und der Entwicklung von Aufnahmetechniken wurden die Broadsides zu Beginn des 20. Jahrhunderts überflüssig.
Nach der industriellen Revolution entstanden Bars, die musikalische Unterhaltung boten. Zielgruppe war die neue urbane Arbeiterklasse, die von ihren kulturellen Wurzeln getrennt war und nach neuen Formen der Musik suchte. Dadurch stieg die Nachfrage für Unterhaltungsmusik und professionelle Liederschreiber. Die Lieder der Music Halls sind geprägt von einem einfachen Rhythmus und einer eingängigen Melodie, die von der Zuhörerschaft rasch aufgenommen werden kann. Die bekanntesten Stars der Music Halls waren Marie Lloyd, Harry Champion, George Formby und Gracie Fields.
Als Geburtsstunde des Jazz gilt die Tournee der Original Dixieland Jass Band im Jahr 1919. Doch dieser Musikstil wurde erst während des Zweiten Weltkriegs populär, als die vielen Soldaten unterhalten werden mussten. Die bekanntesten Vertreter des britischen Jazz sind die Musiker John Dankworth, Humphrey Lyttelton, Joe Harriott, Dizzy Reece, George Shearing, Evan Parker, John Surman, Barbara Thompson und Courtney Pine sowie die Fusion-Bands Colosseum, Henry Cow, If, Centipede, Ginger Baker’s Air Force und Nucleus. Gruppen wie das Spontaneous Music Ensemble und die Musiker Evan Parker und Derek Bailey haben entscheidende Anteile zur Ausbildung einer sich zunehmend vom Jazz-Idiom lösenden und auf Europa ausstrahlenden freien Improvisationsmusik geleistet.

### Pop und Rock

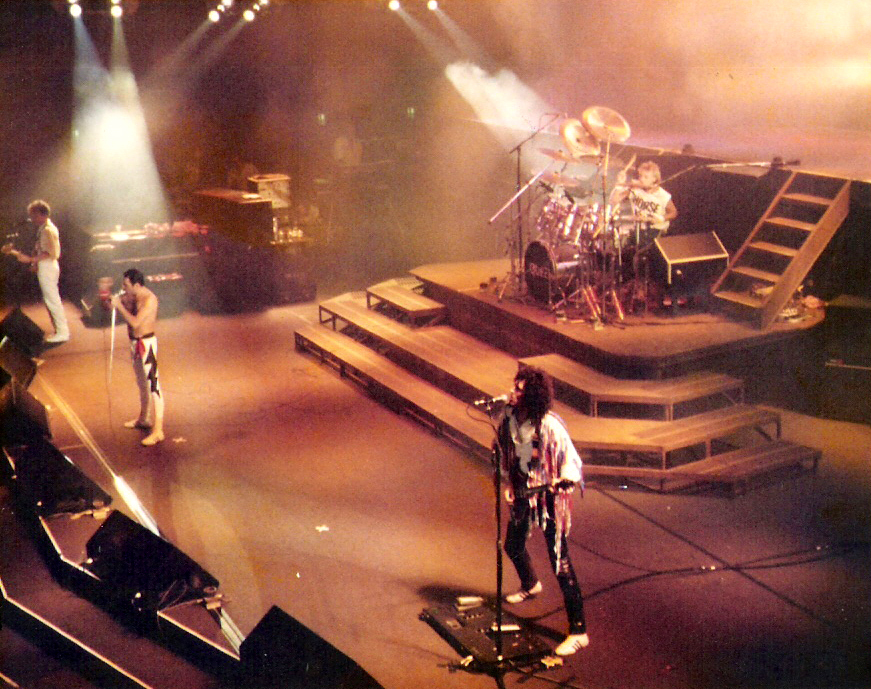
Queen

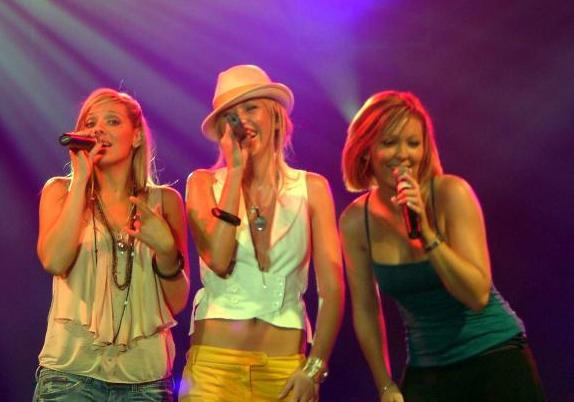
Atomic Kitten

Das Vereinigte Königreich war (und ist) zusammen mit den USA weltweit führend in der Entwicklung der Rock- und Popmusik. Kurz nachdem in den USA die ersten Rock-’n’-Roll-Platten erschienen waren, gelangten diese auch nach Großbritannien, wo ein eigenständiger Stil entstand, der sich aus dem Skiffle und der britischen Folktradition zusammensetzte. In den 1960er Jahren begann mit der British Invasion der Siegeszug der britischen Rock- und Popmusik um die ganze Welt, angeführt von den Beatles. Im Sog der „Beatlemania“ feierten auch andere Bands große Erfolge, wie z. B. die Rolling Stones, The Who, The Kinks, The Dave Clark Five, Status Quo, The Searchers oder Gerry & the Pacemakers.
Ende der 1960er Jahre traten auch wichtige Vertreter des Folk-Rock in Erscheinung, etwa Bands wie Fairport Convention oder Steeleye Span und Singer-Songwriter wie Donovan, Bert Jansch, Nick Drake oder Cat Stevens. Zu den Wegbereitern des Hardrock entwickelten sich Blues-Rock-Bands wie Fleetwood Mac oder Free und Musiker wie John Mayall oder Alexis Korner. Der in den USA entstandene Psychedelic Rock inspirierte auch zahlreiche britische Bands zu einem experimentellen Sound unter Einbeziehung exotischer Instrumente wie der indischen Sitar. Zu den wichtigsten Bands in diesem Bereich zählten Pink Floyd, die Beatles, Cream und die Pretty Things.
In den 1970er Jahren entstanden zahlreiche neue Musikrichtungen. Die Pioniere des Heavy Metal waren Led Zeppelin, Deep Purple und Black Sabbath, deren harte Musik im New Wave of British Heavy Metal von Bands wie Iron Maiden, Motörhead und Judas Priest weiterentwickelt wurde. Ebenfalls im Vereinigten Königreich entstand der Progressive Rock, angeführt durch die Bands Pink Floyd, Genesis, King Crimson, Jethro Tull, Yes und Emerson, Lake and Palmer. Vor allem durch Kostüme und Bühnenshows fiel der Glam Rock auf mit Slade, T. Rex, Gary Glitter sowie (zumindest in ihren Anfangsjahren) Elton John, David Bowie und Queen. Der kommerzielle Durchbruch der Punkmusik gelang 1977 mit den Sex Pistols, auf diese folgten unter anderem The Clash und Elvis Costello. Mit Disco-Musik feierten die Bee Gees ihre größten Erfolge.
Die 1980er Jahre waren ebenfalls geprägt von einer Diversifizierung der Musikstile. Aus dem Punk heraus entwickelten sich New Wave (u. a. mit Ultravox und The Human League) und verschiedene Formen des Indie-Rock (u. a. mit The Cure, The Smiths und The Jesus and Mary Chain). Die Genres Madchester und Shoegazing integrierten mehr Pop-Strukturen in den Indie-Rock, woraus schließlich zu Beginn der 1990er Jahre der Britpop entstand, dessen bekannteste Vertreter Oasis, Blur, Manic Street Preachers und The Verve sind. Ebenfalls sehr bekannt wurde die britische Reggae- und Soulmusik mit UB40, Hot Chocolate, Sade, Billy Ocean, Lisa Stansfield, Eurythmics, Culture Club und Simply Red.
Zu den weltweit erfolgreichsten Bands und Künstler der 1980er Jahre und darüber hinaus zählen des Weiteren The Police bzw. Sting, Rod Stewart, die Dire Straits und Depeche Mode.
Auch verschiedene Formen der elektronischen Tanzmusik entwickelten sich im Vereinigten Königreich, namentlich Drum and Bass und Trip-Hop. Bekannte Gruppen aus diesen Bereichen sind Underworld, Orbital, Massive Attack, The KLF, The Prodigy, The Chemical Brothers und Portishead. Explizit auf Massentauglichkeit zugeschnitten wurden Boygroups und Girlgroups, die sich meist nach wenigen Jahren wieder auflösten. Zu den bekanntesten Boygroups gehören Bay City Rollers, Wham!, East 17, Blue, Take That und One Direction, zu den bekanntesten Girlgroups gehören All Saints, Atomic Kitten, Bananarama, Sugababes und Spice Girls. Nur wenigen Mitgliedern solcher Gruppen gelang eine erfolgreiche Solokarriere, namentlich George Michael, Robbie Williams und Melanie C.

## Bildende Kunst
Die spätsteinzeitliche Glockenbecherkultur hielt sich in England und Schottland bis etwa 1800 v. Chr.; aus dieser Zeit stammen zahlreiche Großsteingräber und fein gearbeitete Keramikbecher. Auf die Glockenbecher- folgte ab etwa 2000 v. Chr. die frühbronzezeitliche Wessex-Kultur, die durch Grabbeigaben aus Kupfer, dann aus Bronze, aber vor allem für ihre ornamentalen Schmiedearbeiten aus Gold bekannt ist.
Während der Eisenzeit besiedelten die Kelten die Britischen Inseln und führten neue Kunstformen ein. Metallarbeiten, insbesondere Goldornamente, waren zwar noch immer wichtig, doch vermehrt wurden Stein und Holz verwendet. Dieser Stil hielt bis zur Zeit der Römer an und kam im Mittelalter wieder auf. Er hielt sich auch in den keltischen Regionen, die nicht von den Römern besetzt wurden. Die Römer hinterließen während ihrer Herrschaftszeit zahlreiche Kunstwerke, insbesondere Grabmonumente, Statuen und Büsten. Sie führten auch Glasarbeiten und Mosaike ein. Die britische christliche Kunst ist seit dem 4. Jahrhundert nachweisbar, insbesondere in Form von Mosaiken mit christlichen Motiven. Die römisch-britische Kunst war in etwa dieselbe wie auf dem Kontinent, doch integrierte sie einzelne Elemente der keltischen Kunst.

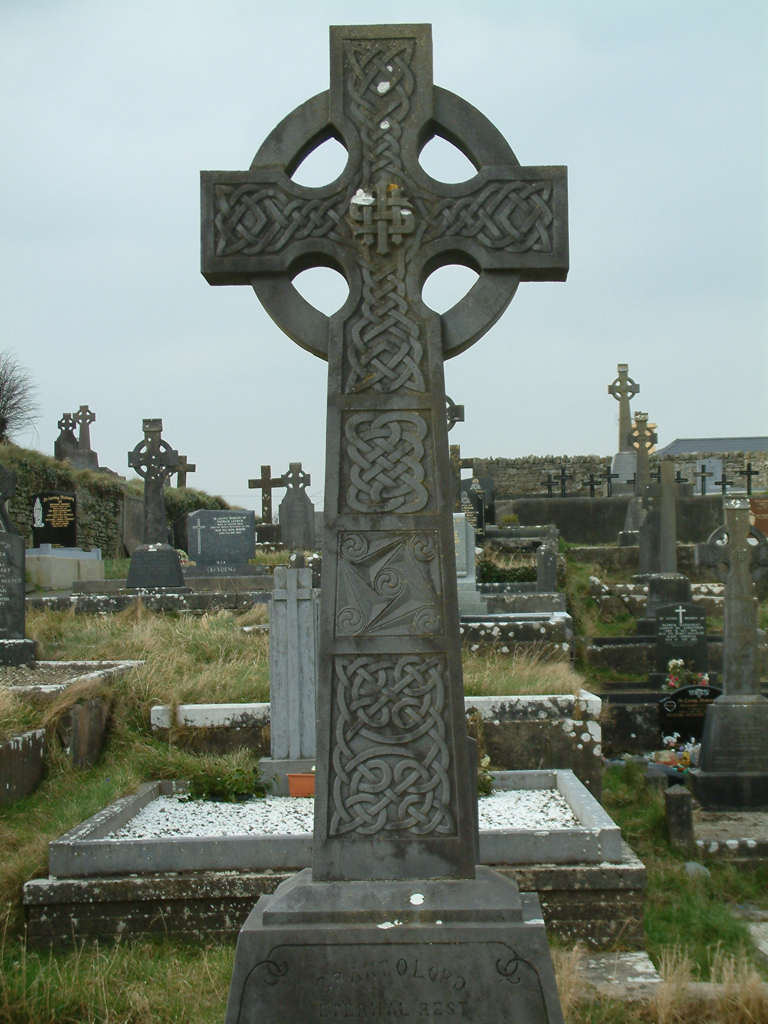
Keltenkreuz

Die römische Herrschaft wurde ersetzt durch mehrere Königreiche mit unterschiedlichem kulturellem Hintergrund. Die keltische Kunst konnte sich wieder über ihre Stammlande im Westen und Norden ausdehnen und sich über ganz Großbritannien verbreiten. Völker wie die Angelsachsen, Jüten und Dänen führten germanische und skandinavische Kunstformen ein. Keltische und skandinavische Kunst haben einige Gemeinsamkeiten wie z. B. komplizierte verschlungene Dekorationsmuster. Aus den verschiedenen Elementen entstand eine keltisch-skandinavische Mischkultur.
Das Christentum begann sich ab dem späten 6. Jahrhundert auch im einfachen Volk auszubreiten. Die Keltenkreuze sind das bekannteste Beispiel keltischer Formen in der christlichen Kunst. Szenen aus der Bibel wurden bildlich dargestellt, umrahmt von keltischen Ornamentmustern. Eine neue Kunstform war die Wandmalerei. Viele der Künstler waren Mönche aus dem Ausland oder erhielten ihre Ausbildung auf dem Kontinent. Aus diesen Gründen näherte sich die britische Kunst immer mehr der europäischen an. Eine weitere durch die Kirche eingeführte Kunstform war die Glasmalerei, die auch bei weltlichen Darstellungen zur Anwendung kam. Im späteren Mittelalter war die britische Kunst ein Teil des „internationalen“ bzw. weichen Stils. Malerei und Kunstgegenstände unterschieden sich nicht sonderlich von solchen in anderen nordeuropäischen Ländern.
Die Einführung der Reformation im Jahr 1536 und die darauf folgende Beschlagnahmung der Kirchengüter durch den Staat zerstörte die englische und walisische Kunsttradition, die zuvor unter der Schirmherrschaft der Kirche gestanden hatte. Darüber hinaus gab es eine jahrzehntelange Isolation von den Trends in den katholischen Teilen Europas. Der Ikonoklasmus hielt bis Ende des 17. Jahrhunderts an. Die englische Renaissance ab dem frühen 16. Jahrhundert hatte Ähnlichkeiten mit der italienischen Renaissance, entwickelte sich aber auf andere Weise. Sie umfasste hauptsächlich die Musik und die Literatur; der Wechsel in der Kunst und in der Architektur war hingegen weniger klar definiert als im übrigen Europa.

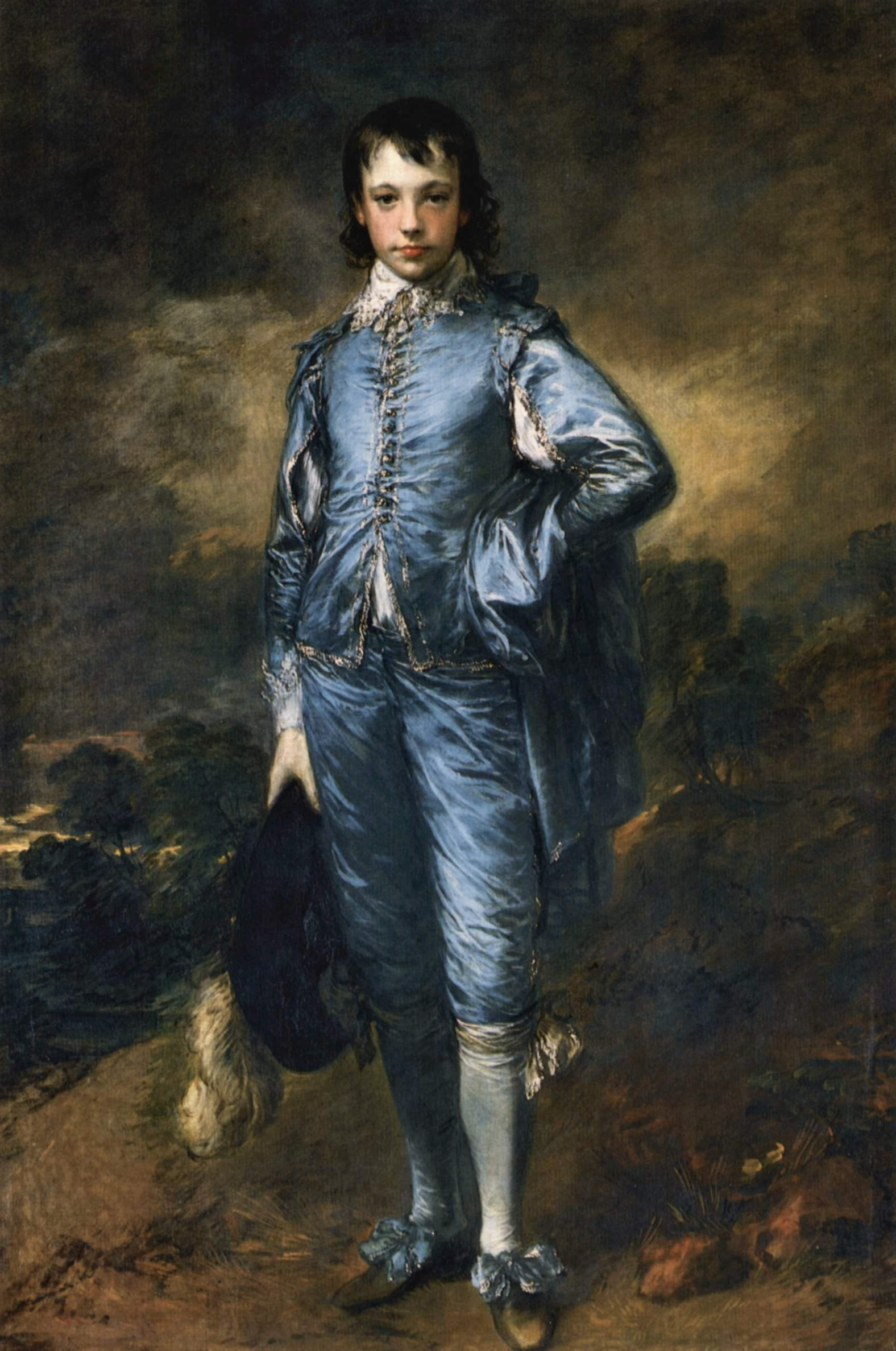
„The Blue Boy“ von Thomas Gainsborough

Die zu Beginn des 18. Jahrhunderts entstandene „englische Schule der Malerei“ ist bekannt für Porträts und Landschaften und wird als erste eigenständige britische Form der Malerei betrachtet. Die einflussreichsten Maler dieser Zeit waren Joshua Reynolds, George Stubbs und Thomas Gainsborough. Als große Porträtisten galten die Schotten Allan Ramsay und Henry Raeburn, der in 50 Jahren über 1000 Bilder malte.

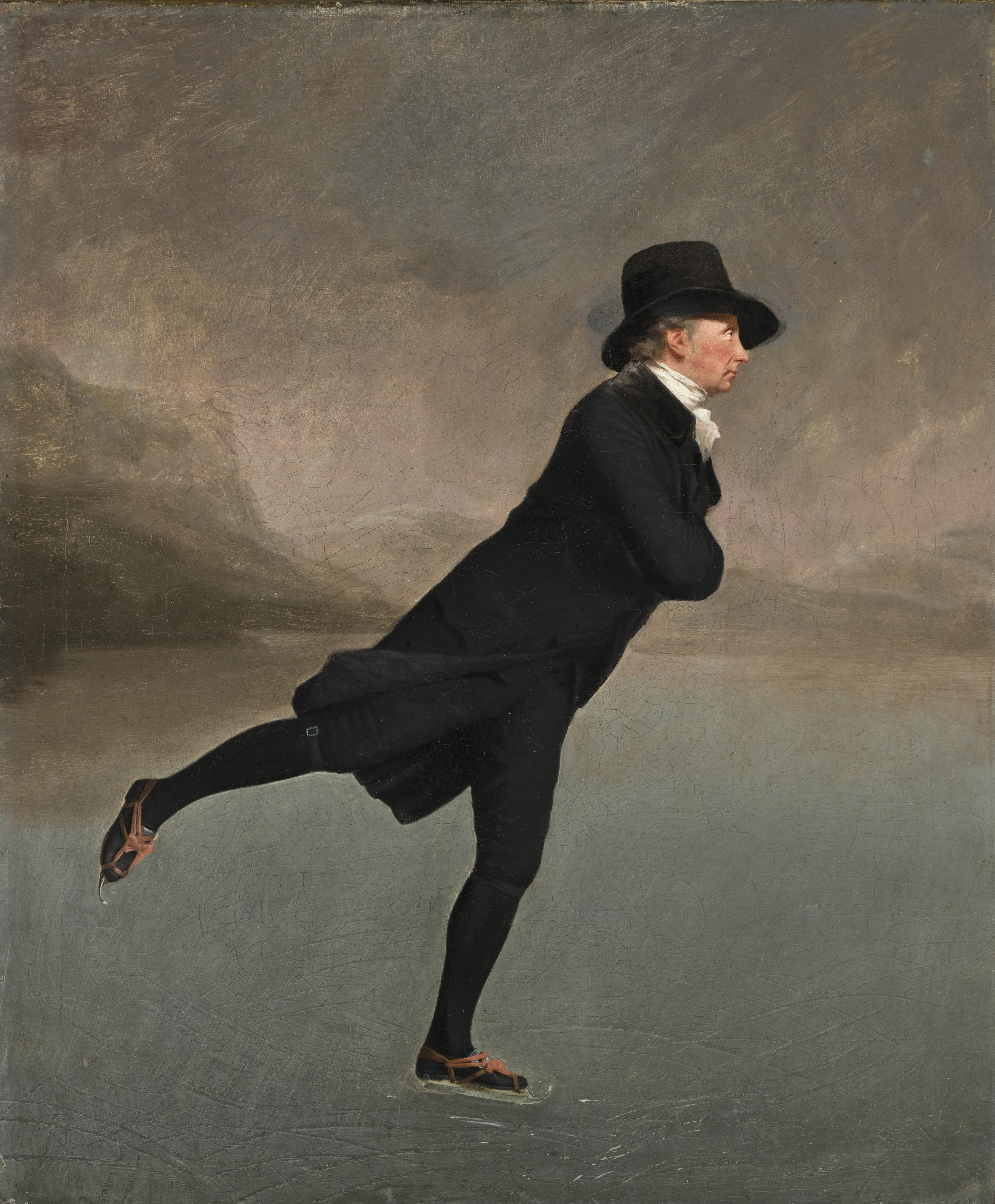
Henry Raeburn: Reverend Robert Walker beim Schlittschuhlaufen, Öl auf Leinwand, 1784

Das späte 18. und das frühe 19. Jahrhundert gilt als radikalste Periode der britischen Kunst, mit Malern wie William Blake, John Constable, William Hogarth und William Turner. Vor allem Turner mit seinen fast abstrakt wirkenden Landschaften übte einen großen Einfluss auf die späteren Impressionisten aus. Das Bild der schottischen Landschaft prägten Horatio MacCulloch und William MacTaggart, als Genremaler trat in Schottland David Wilkie hervor. In der Folge orientierten sich die schottischen Künstler stärker an französischer, nicht an englischer Malerei.
Ab den 1840er Jahren wurde die britische Malerei durch die Präraffaeliten, deren farbenfrohe und detaillierte Gemälde vor allem religiöse Motive darstellten. Beeinflusst von dieser Kunstrichtung wurde auch der Designer William Morris, der Begründer des Arts and Crafts Movement. Seine Tapeten- und Fliesenmuster prägten das viktorianische Zeitalter nachhaltig. Bekannte Illustratoren waren Beatrix Potter und Aubrey Beardsley. Eine bedeutende Kunstrichtung des frühen 20. Jahrhunderts war der Vortizismus, dessen bekannteste Vertreter Jacob Epstein, Wyndham Lewis und David Bomberg.
In Schottland dominierte von 1875 bis 1895 die Künstlergruppe der Glasgow Boys (u. a. James Guthrie, Edward Atkinson Hornel), die oft in Frankreich studiert hatten und sich am Impressionismus orientierten. Sie präferierten die figurative, narrative Malerei, während die Scottish Colourists (u. a. die von Matisse beeinflussten John Duncan Fergusson, Stanley Cursiter und John Peploe) in Edinburgh leuchtende Farben und einen expressiven Pinselschwung bevorzugten, der die schottische Malerei bis in die 1960er Jahre prägte. Cecile Walton und Joan Eardley zählen zu den bedeutenden schottischen Malerinnen.

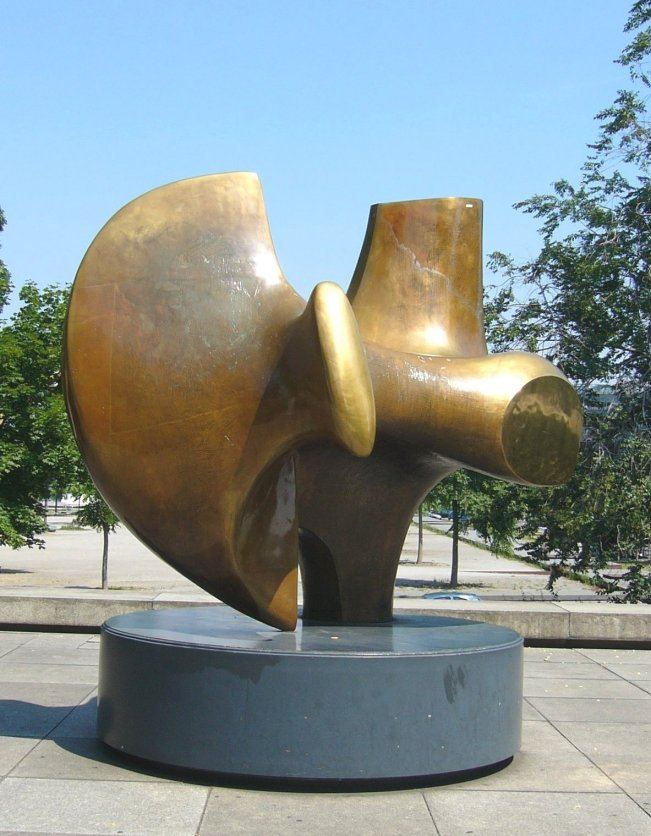
„Der Bogenschütze“ von Henry Moore

Zu den bedeutendsten britischen Künstlern des 20. Jahrhunderts gehören Henry Moore, Lucian Freud, Frank Auerbach und Francis Bacon. Als Reaktion auf den abstrakten Expressionismus entstand in den 1950er Jahren Pop Art mit Künstlern wie Richard Hamilton, Eduardo Paolozzi, Peter Blake, Allen Jones und David Hockney. In Schottland erlebte hingegen die sozial engagierte figurative Malerei eine Renaissance durch die Gruppe der New Glasgow Boys, der u. a. Ken Currie und Peter Howson angehören.
Die Ende der 1980er Jahre entstandene Bewegung der Young British Artists (vertreten u. a. durch Damien Hirst, Sarah Lucas und Tracey Emin) prägt die Konzeptkunst entscheidend mit.
Seit 1984 wird der Turner Prize für (meist kontroverse) britische Künstler unter 50 Jahren verliehen. Zu den bedeutenden Kunstinstitutionen gehören die Allied Artists' Association, das Royal College of Art, die Artists’ Rifles, die Royal Society of Arts, der New English Art Club, die Slade School of Fine Art, die Royal Academy und die Tate Gallery. Notorisch ist die Unterfinanzierung von Kunsteinrichtungen außerhalb Londons. In Schottland wird als einzige Institution des Nationalmuseum in Edinburgh staatlich finanziert.

## Architektur
Siehe auch: UNESCO-Welterbe im Vereinigten Königreich

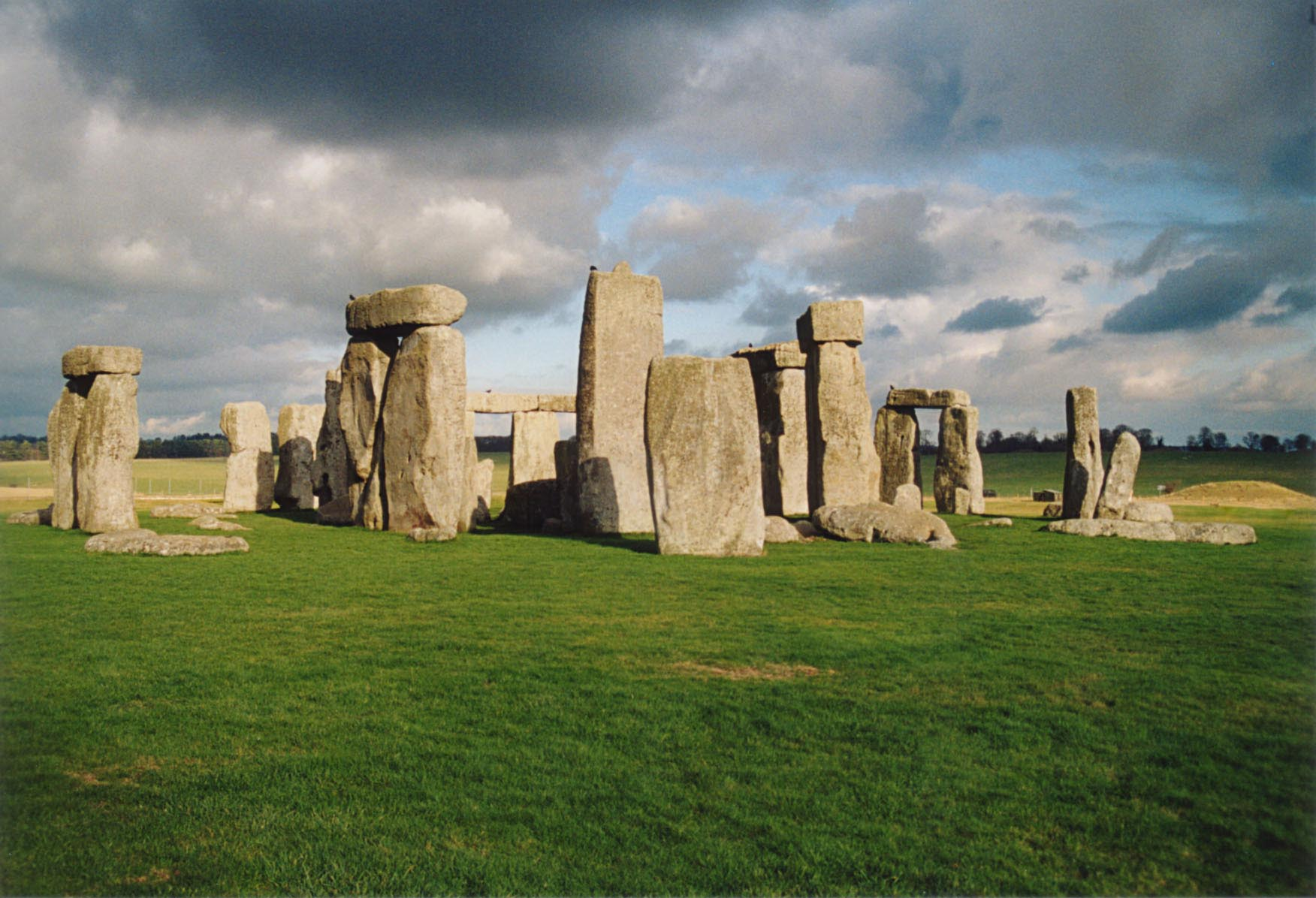
Stonehenge

Die frühesten Zeugen von Architektur im Vereinigten Königreich sind jungsteinzeitliche Megalith-Monumente wie Stonehenge, Avebury und West Kennet Long Barrow. Zu den weltweit am besten erhaltenen jungsteinzeitlichen Siedlungen gehört Skara Brae auf den Orkney-Inseln. Steinerne Rundhäuser und Türme (Brochs) aus der Eisenzeit sind vor allem aus Schottland bekannt. Die Kelten errichteten ausschließlich Gebäude aus Holz, so dass von diesen nichts erhalten geblieben ist. Die Römer bauten die ersten Städte, die bedeutendsten waren Aquae Sulis (Bath), Camulodunum (Colchester), Deva (Chester), Eboracum (York), Londinium (London) und Verulamium (St Albans). Viele römische Bauten stehen bis heute, erwähnenswert sind insbesondere die Thermen in Bath.
Auf die Römer folgten die Angelsachsen und andere germanische Völker. Deren Wohnhäuser bestanden in der Regel aus einem mit Lehm verstärkten Flechtwerk. Länger Bestand hatten die aus Stein errichteten Kirchen, die oft einen Hinweis darauf geben, wie alt eine Siedlung ist. Ein typisches Beispiel angelsächsischer Architektur ist die Pfarrkirche von Wing in Buckinghamshire.
In den zwei Jahrhunderten nach der normannischen Eroberung im Jahr 1066 entstanden zahlreiche bedeutende Burgen wie der Tower of London, Caernarfon Castle in Wales und Carrickfergus Castle in Nordirland, um die Bevölkerung in Schach zu halten. Während die Krone hauptsächlich den Bau von Verteidigungsanlagen förderte, huldigten der Klerus und der Adel Gott durch den Bau zahlreicher Kathedralen, zuerst im normannischen, später im gotischen Stil. Die Praxis, praktisch alle großen Gebäude mit Befestigungen zu verstärken, endete mit dem Aufkommen des Tudorstils und dem Bau der ersten repräsentativen Landsitze wie Montacute House und Hatfield House sowie von Schlössern wie dem Hampton Court Palace.

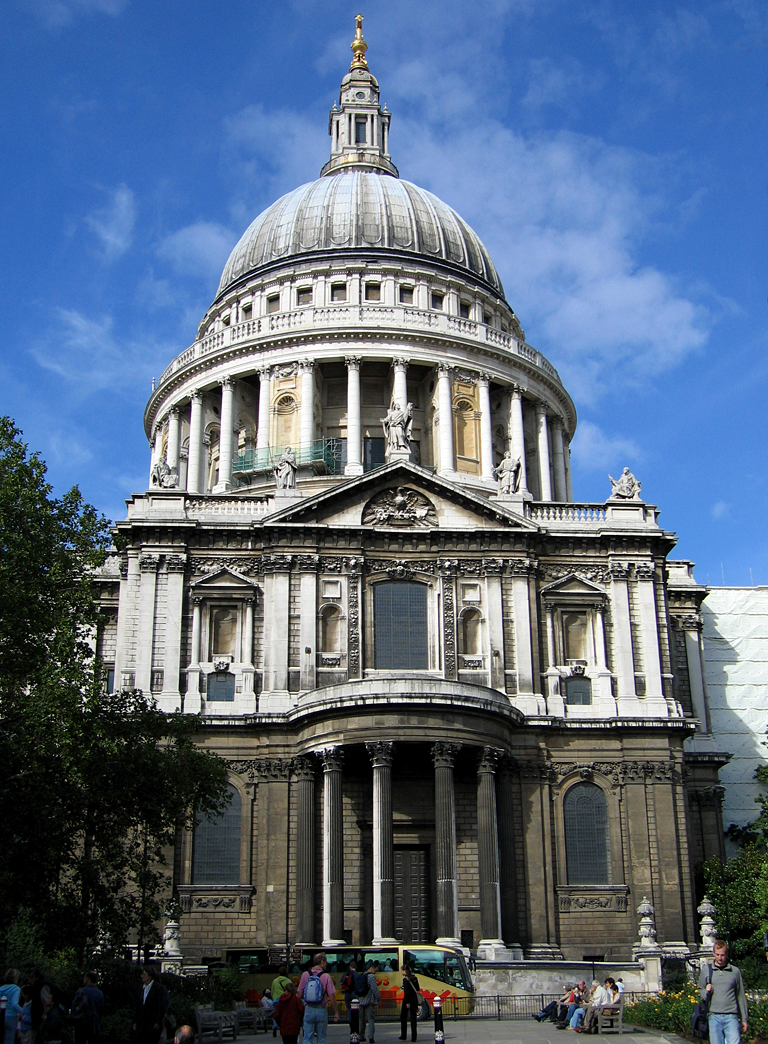
St Paul’s Cathedral

Während des Englischen Bürgerkriegs (1642–1649) mussten Gebäude zum letzten Mal in der britischen Geschichte Belagerungen überstehen. Zahlreiche Burgen wie Corfe Castle wurden bei Angriffen der Armee von Oliver Cromwell zerstört. Nach Ende dieses Krieges wurden Gebäude nur noch zu Wohn- und Geschäftszwecken errichtet; Design und Aussehen drängten den Verteidigungsgedanken völlig in den Hintergrund. Noch vor dem Krieg erlangte Inigo Jones Bekanntheit, der als erster britischer Architekt von Bedeutung und als Mitbegründer des Palladianismus gilt. Seine wichtigsten Werke sind das Queen’s House und das Banqueting House.
Nach der Wiedereinführung der Monarchie 1660 und dem Großen Brand von London 1666 wurde in London eine Chance verpasst, eine neue Metropole zu erschaffen und dabei moderne Architekturstile anzuwenden. Obwohl Christopher Wren, einer der bedeutendsten britischen Architekten jener Zeit, den Auftrag erhielt, viele der zerstörten Kirchen zu planen und wiederaufzubauen, wurde sein Gesamtplan für den Wiederaufbau der Hauptstadt aus Kostengründen abgelehnt. Sein bedeutendstes Bauwerk ist die zwischen 1675 und 1708 errichtete St Paul’s Cathedral.
Im frühen 18. Jahrhundert gelangte der in Europa beliebte Barock auch auf die Britischen Inseln, in dieser Zeit entstand beispielsweise Blenheim Palace, erbaut von John Vanbrugh und Nicholas Hawksmoor. Allerdings wurde der Barock bald wieder durch den Palladianismus verdrängt. Eine Weiterentwicklung des Palladianismus war in der zweiten Hälfte des 18. Jahrhunderts die Georgianische Architektur, repräsentiert durch Landsitze wie Woburn Abbey und Kedleston Hall. Zu den Architekten dieses Baustils bzw. seiner Nachfolger Neoklassizismus und Romantik gehören Robert Adam, William Chambers und James Wyatt.

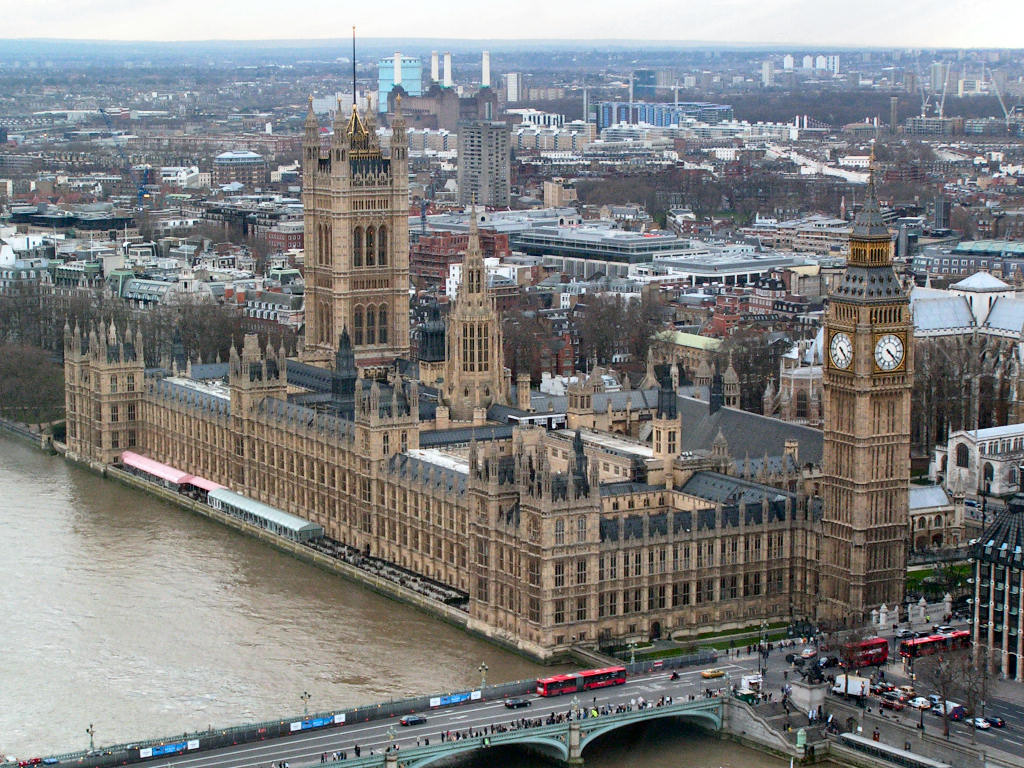
Palace of Westminster

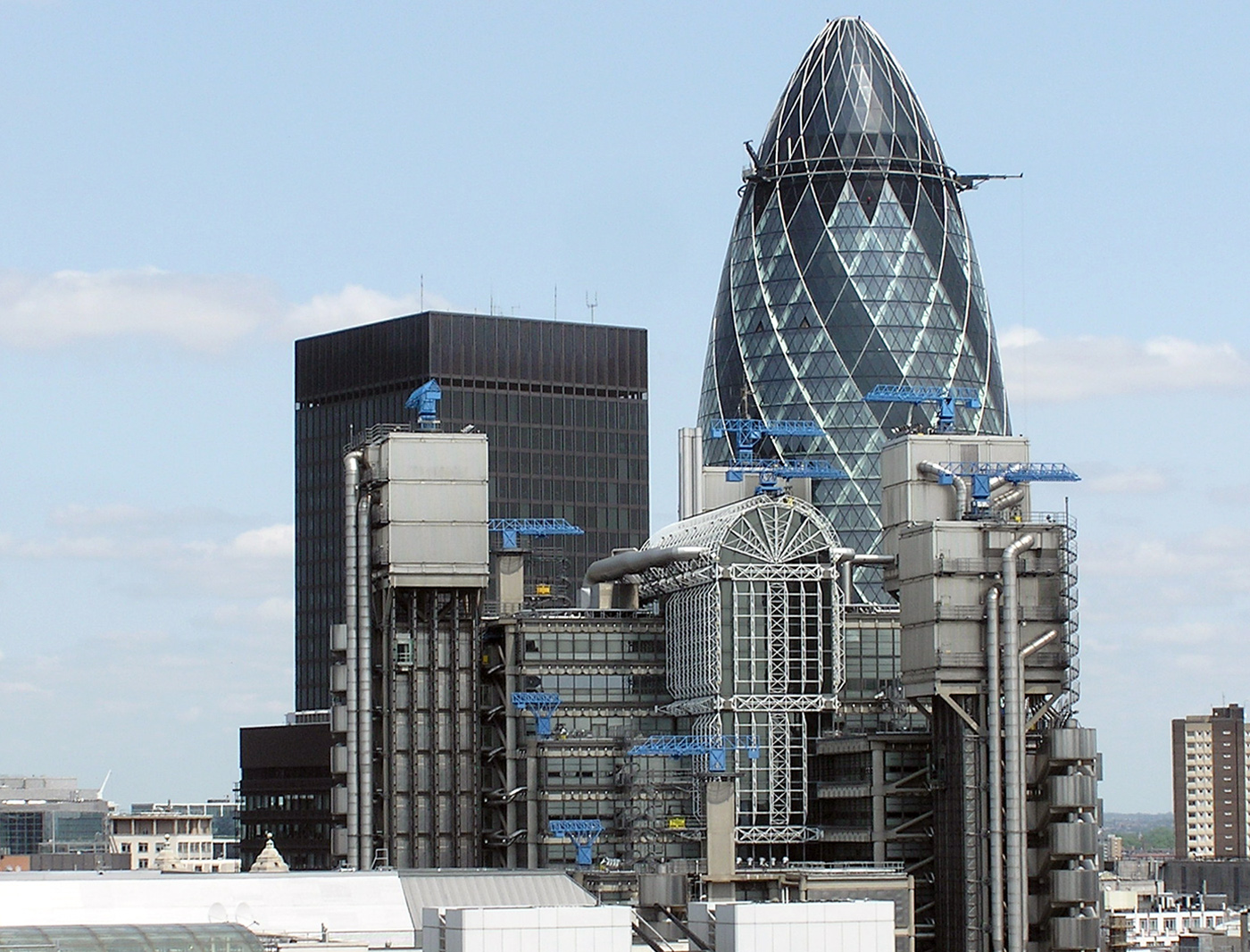
Lloyds-Gebäude (vorne) und 30 St Mary Axe (hinten rechts)

Fast als Rückschlag in Bezug auf die Symmetrie des Palladianismus scheint die mittelalterlich anmutende Neugotik; das bekannteste Beispiel dieser Phase ist der Neubau des Palace of Westminster, entworfen von Charles Barry. Um die Mitte des 19. Jahrhunderts war die Technologie so weit fortgeschritten, dass Stahl als Baumaterial verwendet werden konnte. Auf diese Weise baute Joseph Paxton den Crystal Palace, das wohl bekannteste Bauwerk des viktorianischen Zeitalters. In der britischen Architektur wurden zwar in dieser Ära des Fortschritts viele neue Baumethoden eingeführt, doch führende Architekten wie Augustus Pugin bestanden ironischerweise auf eine rückwärtsgewandten Stil.
Zu Beginn des 20. Jahrhunderts wurde das Design des Arts and Crafts Movement populär. Die architektonische Form dieses Stils, die sich aus den Werken von Architekten des 19. Jahrhunderts wie George Devey entwickelt hatte, fand ihre Krönung in den Bauten von Edwin Lutyens. Arts and Craft in der Architektur wird symbolisiert durch eine informelle, nicht-symmetrische Form, häufig waren die Gebäude mit Mittelpfosten- und Gitterfenstern, Mehrfachgiebeln und hohen Kaminen verziert. Dieser Stil hielt sich bis zum Zweiten Weltkrieg. Nach dem Krieg war der Wiederaufbau geprägt vom Modernismus bzw. Brutalismus, insbesondere von den späten 1950er bis zu den frühen 1970er Jahren.
Das moderne Bauen ist bis heute die treibende Kraft der britischen Architektur geblieben, auch wenn dessen Einfluss viel stärker bei Geschäftshäusern spürbar ist als bei Wohnbauten. Die zwei richtungsweisenden britischen Architekten der Gegenwart sind Richard Rogers und Norman Foster. Rogers’ bekannteste Bauten sind wohl das Lloyd's-Gebäude und der Millennium Dome, während Foster unter anderem das Hochhaus 30 St Mary Axe (auch als „Gurke“ bekannt) und die Londoner City Hall schuf.

## Film, Fernsehen und Hörfunk

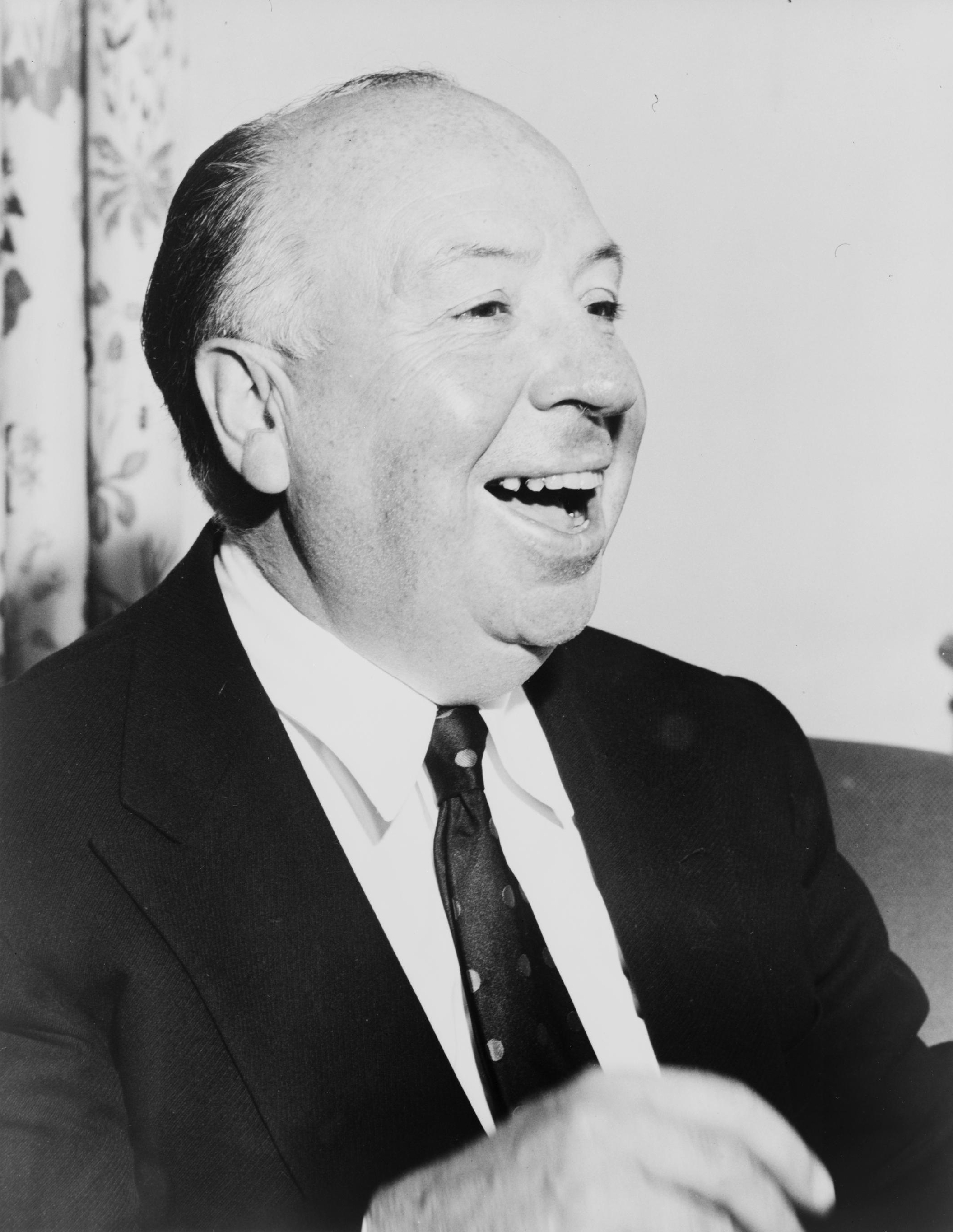
Alfred Hitchcock

Die britische Filmgeschichte ist ein vielfältiger und wechselhafter Teil der internationalen Filmkultur. Während in den Anfangsjahren Filmemacher aus dem Vereinigten Königreich entscheidenden Einfluss auf die technische und künstlerische Entwicklung des neuen Mediums nahmen, waren die folgenden Jahrzehnte immer wieder von Identitätskrisen des Filmwesens und wirtschaftlichen Krisen der Filmwirtschaft geprägt, die von einer zu starken Abhängigkeit vom US-amerikanischen Filmmarkt herrühren. Zu großen Erfolgen wurden vor allem die Produktionen der britischen Regisseure Alfred Hitchcock, Michael Powell, Laurence Olivier, David Lean, John Grierson und Peter Greenaway. Die wichtigsten Produktionsstätten sind heute die Shepperton Studios und die Pinewood Studios. Die bedeutendste Auszeichnung ist der British Academy Film Award.
Das Fernsehen im Vereinigten Königreich wurde während Jahrzehnten von der BBC dominiert. Diese strahlte 1936 erstmals Sendungen aus und ist heute der größte Fernsehsender der Welt. Finanziert wird die BBC durch Rundfunkgebühren. Ebenfalls staatlich, aber werbefinanziert, ist Channel 4. Die wichtigste kommerzielle Konkurrenz zur BBC ist ITV, ein Verbund aus mehreren (ehemals) unabhängig voneinander agierenden Fernsehstationen. Im Besitz der Viacom ist Channel 5. Anbieter von Pay-TV sind Sky und Flextech. Empfangbar sind auch eine Vielzahl von Regionalsendern und Sendern für Spezialinteressen.
Mehr als 250 nationale und lokale Hörfunkstationen decken jeden Geschmack und jede Altersgruppe ab. Wie beim Fernsehen dominieren auch hier die BBC-Angebote. BBC Radio 1 ist spezialisiert auf neue, aktuelle und trendige Musik, BBC Radio 2 strahlt Musik- und Kultursendungen für überwiegend erwachsenen Zuhörer aus, BBC Radio 3 sendet klassische Musik, bei BBC Radio 4 dominieren Sprechsendungen, während BBC Radio 5 Live ein reiner Nachrichten- und Informationssender ist. Als gebührenfinanzierte Anstalt betreibt die BBC auch Programme für Minderheiten und Lokalradios. Lizenzen für private Stationen werden vom Office of Communications vergeben. Die größten privaten Hörfunkstationen sind Absolute Radio, Classic FM und talkSPORT. Das mit Abstand bedeutendste Lokalradio ist Capital Radio aus London.

## Wissenschaft und Technologie

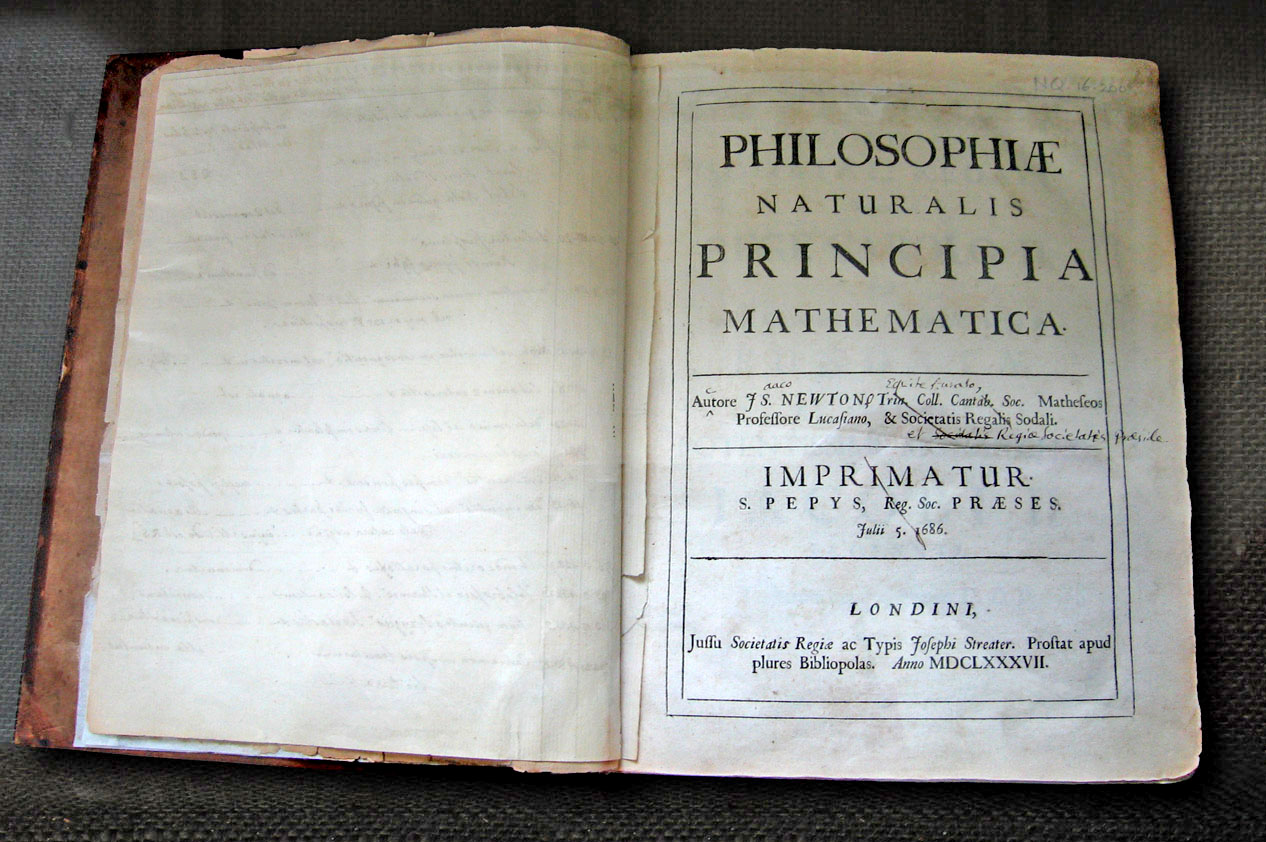
Die Philosophiae Naturalis Principia Mathematica von Isaac Newton

Seit der Mitte des 16. Jahrhunderts ausgelösten „wissenschaftlichen Revolution“ gehört das Vereinigte Königreich bei der Weiterentwicklung von Wissenschaft und Technologie zu den führenden Ländern. Die Grundlagen dazu lieferte unter anderem William Caxton, der den Buchdruck nach England brachte. Der Philosoph Francis Bacon veröffentlichte 1620 in seinem Buch Novum Organum die sogenannte „Baconische Methode“, die den Empirismus und die Induktion in der wissenschaftlichen Forschung verankerte.
Der bekannteste und wahrscheinlich einflussreichste aller britischen Wissenschaftler ist Isaac Newton. Mit seinem 1687 veröffentlichten Werk Principia Mathematica krönte er nach Meinung vieler Wissenschaftshistoriker die wissenschaftliche Revolution. Er beschrieb mit den newtonschen Axiomen die universelle Gravitation und die Bewegungsgesetze; damit legte den Grundstein für die klassische Mechanik und die moderne Physik. Darüber hinaus war Newton (zusammen mit Gottfried Wilhelm Leibniz) einer der Begründer der Infinitesimalrechnung, forschte auf dem Gebiet der Optik und stellte ein Gesetz zur Wärmeleitung auf.

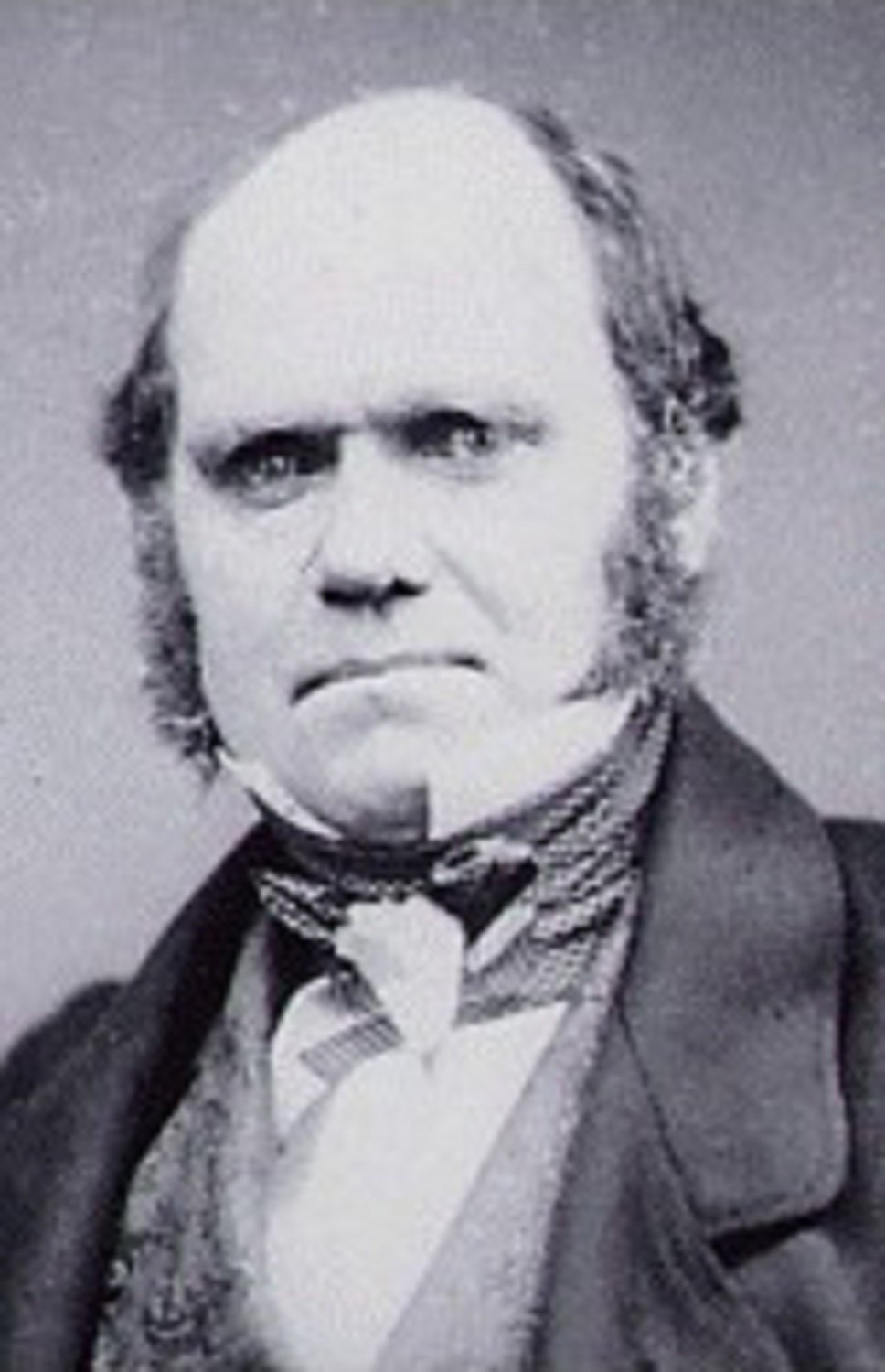
Charles Darwin

Seit Newtons Zeiten haben Briten zur Weiterentwicklung fast aller Bereiche der Wissenschaft beigetragen. Dazu gehören unter anderem Michael Faraday, der mit James Clerk Maxwell die elektrischen und magnetischen Kräfte vereinte, woraus die Maxwell-Gleichungen entstanden; Robert Hooke, Entdecker der pflanzlichen Zellen, James Prescott Joule, der intensiv auf dem Gebiet der Thermodynamik forschte und dem die Entdeckung des Energieerhaltungssatzes zugeschrieben wird; Paul Dirac, einer der Pioniere der Quantenphysik; Humphry Davy, Entdecker zahlreicher Elemente, Charles Darwin, Entdecker des Prinzips der Evolution durch natürliche Auslese und Harold Kroto, Entdecker der Fullerene.
Traditionell lehrten und forschten die meisten der bedeutenden britischen Wissenschaftler an der Universität Oxford oder an der Universität Cambridge. In den letzten Jahrzehnten haben allerdings die sogenannten „Red Brick“-Universitäten und die „New Universities“ in vielen Bereichen aufgeholt. Beispielsweise besitzt die Lancaster University weltweit einen hervorragenden Ruf bei der Tieftemperaturphysik. Die Royal Society betreibt die Pflege der Wissenschaft; sie wurde 1660 gegründet ist die älteste noch bestehende Gelehrtengesellschaft.
Auch bei der technologischen Entwicklung ist das Vereinigte Königreich führend. Von hier aus begann die Industrielle Revolution, die durch Innovationen bei der Textilverarbeitung und dem Bauingenieurwesen, die Dampfmaschine, die Massenproduktion von Stahl und die Eisenbahn ausgelöst wurde. Berühmte Ingenieure und Erfinder dieser Epoche sind James Watt, Robert Stephenson, Richard Trevithick, Isambard Kingdom Brunel, Henry Bessemer und Richard Arkwright. Seither gelangten viele weitere Briten zu weltweiter Bekanntheit: Charles Babbage (seine Rechenmaschinen gelten als Vorläufer der Computer), Alan Turing (trug entscheidend zur Informatik bei), Alexander Fleming (entdeckte das Penicillin), Robert Watson-Watt (gilt als Erfinder des Radars), John Logie Baird (Pionier des Fernsehens) und Tim Berners-Lee (Erfinder des World Wide Web).

## Alltagskultur
Neben der Küche und den oben genannten Aspekten gibt es weitere britische Eigenheiten in der Alltagskultur. So ist am Wasch- oder Spülbecken nicht ein Wasserhahn mit Mischbatterie, wie in Mitteleuropa und anderswo, sondern zwei, sehr heißes und kaltes Wasser getrennt, so dass warmes Wasser erst im Becken gemischt wird. Grund dafür ist der geringere Druck des heißen Wassers.
Die Fenster sind üblicherweise nach oben zu schieben, und nicht die in Mitteleuropa üblichen nach innen schwingenden Flügelfenster.

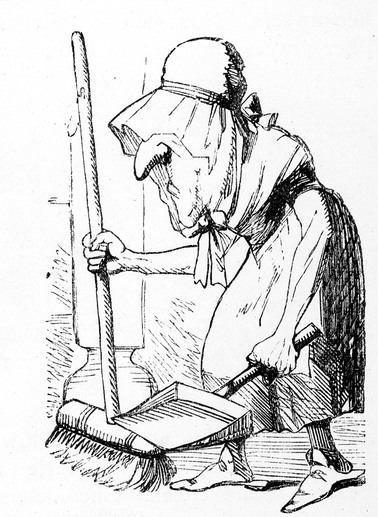
Cartoons in Zeitungen, hier Weir 1877

Die Gestalt von Zeitungen als Medium sowohl zur Information als auch zur Unterhaltung geht wesentlich auf Entwicklungen im Vereinigten Königreich zurück, in dem die „moderne“ Zeitung im 19. Jahrhundert schrittweise – bei gegenseitiger Beeinflussung mit Zeitungen aus den Vereinigten Staaten – ihr heutiges leserfreundliches Gewand erhielt, zum Beispiel durch Integration von Elementen zur Visualisierung. Allgemein lässt sich das Einbringen von humoristischen oder unterhaltenden Elementen in die Sphäre der öffentlichen Kommunikation u. a. auch bei der Konzeption von Sachbüchern, bei Aufführungen klassischer Musik oder in der Debattenkultur beobachten; es gilt als „typisch angelsächsisch“ und wurde lange Zeit von anderen Kulturen kritisch gesehen.